# کلاته شقان
کلاته شقان یک روستا در ایران است که در دهستان شوقان واقع شده‌است. کلاته شقان ۲۷۸ نفر جمعیت دارد.